# Ángela Pumariega Menéndez
Ángela Pumariega Menéndez (Gijón, Espanya 1984) és una regatista asturiana, guanyadora d'una medalla olímpica d'or.
Va néixer el 12 de novembre de 1984 a Gijón, Astúries.
Membre del Real Club Astur de Regatas de la ciutat de Gijón, va participar, als 27 anys, en els Jocs Olímpics d'Estiu de 2012 celebrats a Londres (Regne Unit), on va aconseguir guanyar la medalla d'or en la classe Elliott 6m al costat de Támara Echegoyen i Sofía Toro.
Al llarg de la seva carrera ha guanyat una medalla d'or en el Campionat d'Europa de vela.